# Islam in Mexiko
Der Islam in Mexiko umfasst nach der offiziellen Volkszählung (2010) 3.760 Muslime, die weniger als 0,003 Prozent der Gesamtbevölkerung ausmachen. Es gibt wenige Informationen über den Ursprung des Islam in Mexiko. Vielfach wird davon ausgegangen, dass mit der Ankunft von türkischen und syrischen Einwanderern der islamische Grundstock gelegt wurde. Die Anzahl der Muslime ausländischer Herkunft und der einheimischer Konvertiten hält sich in etwa die Waage. Die meisten islamischen Organisationen in Mexiko konzentrieren sich heute auf missionarische „Graswurzel“-Aktivitäten, die die größte Wirkung auf lokaler Ebene einzelner Gemeinschaften entfalten.